# Terrore al luna park
Terrore al luna park (The New Kids) è un film del 1985 diretto da Sean S. Cunningham.

## Trama
Dopo la morte dei genitori, Abby e Loren McWilliams si trasferiscono a vivere nella piccola città di Glenby, in Florida, dai loro zii Charlie e Fay, che possiedono una stazione di servizio ed un piccolo luna park.
Loren e Abby non hanno molti problemi a fare amicizia nella loro nuova scuola; Loren inizia a frequentare Karen, la figlia dello sceriffo locale, mentre Abby inizia a frequentare un ragazzo di nome Mark. Un giorno a scuola Loren vede un ragazzo molestare Abby. Mark dice a Loren ed Abby che il ragazzo in questione è Eddie Dutra, un adolescente tossicodipendente che guida una gang i cui membri sono Gideon, Moonie, Gordo e Joe Bob.
Dutra trova Abby attraente e continua ad infastidirla fino a quando interviene Loren che aiuta la sorella a tenere il ragazzo a distanza. Furioso per la cosa, Dutra e la sua banda iniziano a vendicarsi nei confronti di Loren spingendosi sempre più verso l'estremo che culminerà in uno scontro al luna park.

## Produzione
Le riprese si sono svolte a Homestead, in Florida.

## Accoglienza

### Botteghino
Girato con un budget di 6 milioni di dollari, il film ha incassato solamente 199.108 dollari.

### Ricezione critica
La recensione di Allmovie del film è stata generalmente sfavorevole.